# David Richard Smith
David Richard Smith (Okinawa, Japão, 1964) é um físico estadunidense nascido no Japão.

## Obras
- Editor com Tie Jun Cui e Ruopeng Liu: Metamaterials. Theory, Design, and Applications. Springer US, Berlim 2009, ISBN 978-1-4419-0572-7

## Reconhecimentos
- 2005 Prêmio Descartes (como membro da equipe EXCEL)

## Literatur
- David R. Smith, Patrick Rye, David C. Vier, Anthony F. Starr, Jack J. Mock und Timothy Perram: Design and Measurement of Anisotropic Metamaterials that Exhibit Negative Refraction. In: IEICE Transactions on Electronics. Band E87–C, Nr. 3, März 2004, ISSN 0916-8516, S. 359–370 (mit Kurzbiographie auf S. 370, pdf, 1.2 MB)